# Megaco
Megaco o H.248 (nombre dado por la ITU) define el mecanismo necesario de llamada para permitir a un controlador Media Gateway el control de puertas de enlace para soporte de llamadas de voz/fax entre redes RTC-IP  o IP-IP.
Este protocolo está definido por la IETF RFC 3525 y es el resultado del trabajo realizado por la IETF y la ITU.
Antes de la cooperación entre ITU e IETF, existían diversos protocolos que cumplían estas funciones; entre ellos se encontraban MDCP y MGCP. 
H.248 es un complemento a los protocolos H.323 y SIP: se utilizará el H.248 para controlar las Media Gateways y el H.323 o SIP para comunicarse con otro controlador Media Gateway.[cita requerida]